# Peggy Lukac
Peggy Lukac (* 18. Juni 1949 in New York City) ist eine US-amerikanische Schauspielerin, Regisseurin, Komödiantin und Modedesignerin.

## Leben
Die gebürtige New Yorkerin Peggy Lukac wuchs in Wien auf und machte ab 1972 Berlin zu ihrer Wahlheimat, bevor sie in Wien ein Studium der Theaterwissenschaft absolvierte. 1972 war sie Mitbegründerin der Theatermanufaktur Berlin, wo sie bis 1981 blieb. Sie spielte von 1983 bis 1995 Theater, u. a. an der Freien Volksbühne Berlin, am Renaissance-Theater, Schillertheater und Schlosspark Theater (7 Jahre), am Berliner Arbeiter-Theater (bat), an der Tribüne, am Grips-Theater, am Theater am Kurfürstendamm, an den Sophiensælen und bei mehreren Off-Projekten (alle Berlin). Von 1980 bis 1995 machte sie drei Soloproduktionen, 1986 ihre erste Theaterinszenierung Klavierspiele von Friederike Roth. 1989 gründete sie das Theaterprojekt TiefenEntTrümmerung, das sie mit Ingrid Hammer bis 1995 leitete. Seit 1996 leitet sie Peggy Lukac & Company. Die Inszenierungen Die Affäre Rue de Lourcine (1996) und die Komödie im Dunkeln (1997) – beide am Theater Altenburg-Gera – folgten.
Seit 2003 ist sie in Zusammenarbeit mit transalpin als Regisseurin und Schauspielerin tätig. Im Jahr 2003 war sie die Leiterin für das Theater- und Filmprogramm der Jüdischen Kulturtage.
Peggy Lukac erkrankte im Jahr 2010 an Brustkrebs. 2012 eröffnete sie in Berlin ihren ersten Laden für Kimonos und Schals mit Stoffen aus Japan, Afrika und Aserbaidschan. Nachdem sie das Engagement für die Rolle der Inge Ebinger in der Telenovela Rote Rosen bekommen hatte (Ausstrahlung 2013 bis 2016) und dafür zum Set nach Lüneburg gezogen war, übertrug sie ihren Laden an eine befreundete Maskenbildnerin. Bald nachdem sie Anfang 2014 den Krebs für geheilt gehalten hatte, erkrankte sie neuerlich und steht seither in Dauerbehandlung. Im Juni 2016, nach dem Rote-Rosen-Ausstieg, eröffnete sie unter dem Namen Peggy Lukac Design neuerlich in Berlin einen Stoff- und Design-Laden mit Stoffen aus verschiedenen Kulturen.
Peggy Lukac ist verheiratet und hat zwei Söhne (* 1981 und * 1991).

## Filmografie
- 1981: Der Schnüffler
- 1981: Haus im Park
- 1982: Drei Damen vom Grill
- 1984: An einem Freitagabend
- 1985: Möbelkauf
- 1986: Da beschloss ich, Politiker zu werden
- 1986: Hals über Kopf
- 1988: Aktualitätenkabinett
- 1988: Pride and Extreme Prejudice
- 1990: Ein Heim für Tiere
- 1991: Haus am See
- 1992: Berlin Break
- 1994: A.S. – Gefahr ist sein Geschäft
- 1994: Das schafft die nie
- 1995: Das Madchen Else
- 1995: Mami, ich will bei dir bleiben
- 1995: Die Drei
- 1996: Das wilde Kind
- 1996: Kurklinik Rosenau
- 1996: Stadtklinik
- 1996: Gnadenlos – Zur Prostitution gezwungen
- 1997: Edgar Wallace – Die unheimlichen Briefe
- 1997: Lea Katz – Die Kriminalpsychologin: Das wilde Kind
- 1997: Hallo, Onkel Doc!
- 1997: Jagdsaison
- 1997, 2001: Alphateam – Die Lebensretter im OP (2 Folgen)
- 1998: Benzin im Blut
- 1998: Für alle Fälle Stefanie
- 1998: Drachenland
- 1998: Gnadenlos 2 – Ausgeliefert und mißbraucht
- 1999: Sperling – Sperling und das große Ehrenwort
- 1999: Die Kommissarin
- 1999: Hotel Elfie
- 1999: Praxis Bülowbogen
- 2000: Heidi
- 2001: Doppelter Einsatz
- 2001: Tatort – Hasard!
- 2001, 2002: Unser Charly (2 Folgen)
- 2001: Herzschlag – Das Ärzteteam Nord
- 2001: Ein Millionär zum Frühstück
- 2001: Gefährliche Nähe und du ahnst nichts
- 2001: Liebe ist die halbe Miete
- 2002: Das Konto
- 2002: Bella Block: Kurschatten
- 2002: Vier Küsse und eine E-Mail
- 2003: Balko
- 2003: Die Wache
- 2003: Ein krasser Deal
- 2003: Sex Up – Jungs haben’s auch nicht leicht
- 2003: Der Dicke
- 2004: Saniyes Lust
- 2004: Das Konto
- 2004: Die Katze
- 2004: Total daneben
- 2004: Heidi
- 2004: Alarm für Cobra 11 – Die Autobahnpolizei
- 2004–2005: Hinter Gittern – Der Frauenknast (10 Folgen)
- 2005: Sex Up – ich könnt’ schon wieder
- 2005, 2024: In aller Freundschaft (2 Folgen)
- 2005: Kunstfehler
- 2005: Letztes Kapitel
- 2005: 4 gegen Z
- 2005: SOKO Kitzbühel
- 2006: Summer moved on
- 2006: Die Frau vom Checkpoint Charlie
- 2007: Hilfe! Hochzeit! Die schlimmste Woche meines Lebens
- 2008: Wege zum Glück
- 2009: Ein starkes Team – Das große Fressen
- 2009, 2014, 2016: Notruf Hafenkante (4 Folgen)
- 2009, 2012, 2019: SOKO Leipzig (4 Folgen)
- 2010: Alles Liebe
- 2010: Tatort – Vergissmeinnicht
- 2010, 2019: SOKO Stuttgart (2 Folgen)
- 2011: Ein Sommer in Paris
- 2011: Neues aus Büttenwarder – Nackt (Folge 36)
- 2011–2015: Knallerfrauen (28 Folgen)
- 2012: Der Heiratsschwindler und seine Frau
- 2013–2016, 2018, 2021: Rote Rosen
- 2017: Katie Fforde – Herzenssache
- 2017–2021: Magda macht das schon!
- 2017, 2020, 2022: Bettys Diagnose (7 Folgen)
- seit 2018: Die Heiland – Wir sind Anwalt
- 2018: Der Nesthocker
- 2018: Die Martina Hill Show
- 2022: Karla, Rosalie und das Loch in der Wand
- 2023: Hillarious

## Hörspiele
- 1996: Rolf Schneider: Montezumas Krone (Krankenschwester) – Regie: Rolf Schneider (Kriminalhörspiel – MDR/SFB)
- 1998: Hans Zimmer: Blini oder das Geheimnis im Schrank – Regie: Klaus-Michael Klingsporn (Kinderhörspiel – DLR Berlin)

## Auszeichnungen
- Deutscher Fernsehpreis
- Comedypreis